# Голосевич, Алексей
Алексей Голосевич (Голоцевич) (1928 — ноябрь 1945) — юный герой-пионер Великой Отечественной войны, партизан, подорвался на мине в ноябре 1945 года.

## Биография
Родился в 1928 году в деревне Лютино, Бобруйского округа Белорусской ССР. Перед началом войны успел завершить обучение шестом классе школы. остался на оккупированной территории. Мать расстреляли немцы. Алексей остался с младшим братом Николаем. Пытался вступить в партизанский отряд своего дяди Игната Изоха (Игнатий Зиновьевич Изох). Однако тот убедил юношу оставаться в Лютино, чтобы быть связным партизанского отряда.
Алёша собирал немецкое оружие, которое затем передавал партизанам. Следил за передислокацией патрулей немцев и работающих на них полицаев. Все данные он передавал руководству отряда. Алексей приметил, что одна и та же группа немецких офицеров каждое утро посещает берег реки у деревни и купается. Взяв автомат с партизанского склада в деревне, Голосевич устроил засаду на них. Автоматной очередью, он убил двоих, а третий увидев и запомнив лицо Алексея успел убежать. После этого случая гитлеровцы совершили налёт на Лютино. В ходе перестрелки Алёша смог убежать на окраину леса, но там потерял сознание от нескольких огнестрельных ран. Немцы посчитали его убитым и не стали проверять тело. Его обнаружили партизаны, которые на протяжении нескольких месяцев лечили, а затем приняли к себе, где он участвовал в разведывательных и боевых операциях 277-го партизанского отряда.
Весной 1944 года он на самолёте отправил младшего брата в тыл, а сам остался на передовой.
Погиб Алексей Голосевич в ноябре 1945 года. На рыбалке вместе с товарищем обнаружил неразорвавшийся снаряд. Попытался его перенести на безопасное место, но выронил его, и снаряд сдетонировал. Тяжело раненный, он не смог выжить.
Похоронен на сельском кладбище рядом с героями–партизанами. На могиле установлен памятник партизанам-героям Великой Отечественной войны. 
В Кличевском райисполкоме подтвердили: «Был такой. Только фамилия его не Голосевич, а Голоцевич».

## Память
- О подвигах юного героя написан очерк "Алеша Голосевич. Покуда бьется сердце".